# Eragrostis comptonii
Eragrostis comptonii är en gräsart som beskrevs av De Winter. Eragrostis comptonii ingår i släktet kärleksgrässläktet, och familjen gräs.
Artens utbredningsområde är Swaziland. Inga underarter finns listade i Catalogue of Life.